# Nam trung tạp ngâm
Nam trung tạp ngâm (南中雜吟, Ngâm nga lặt vặt lúc ở miền Nam) là tập thơ chữ Hán thứ hai (sau Thanh Hiên thi tập) của Nguyễn Du (阮攸, 1765 – 1820), một nhà thơ rất nổi tiếng của Việt Nam.

## Tiểu dẫn
Theo Thơ chữ Hán Nguyễn Du, thì:
Nam trung tạp ngâm, gồm những bài thơ làm từ năm 1805 đến cuối năm 1812, tức là từ khi được thăng hàm Đông các điện học sĩ ở Huế cho đến hết thời kỳ làm Cai bạ dinh Quảng Bình.
Tập thơ hiện có 40 bài, mở đầu tập là bài Phượng hoàng lộ thượng tảo hành (Trên đường Phượng Hoàng) và cuối tập là bài Đại tác cửu tư quy (Làm thay người đi thú lâu năm mong về).

## Trích nhận xét
GS. Nguyễn Lộc viết:
"Nam trung tạp ngâm có tính chất nhật ký, bút ký của tác giả trong những năm tháng làm quan ấy. Về đề tài, chưa có gì mới so với tập thơ đầu. Những bài thơ trong tập thơ này vẫn là những tiếng thở dài của nhà thơ trước một thực trạng mà ông không thấy có gì gắn bó.
Trong một số bài, Nguyễn Du lại nói về sự nghèo túng, ốm đau của mình (Ngẫu đề, Thủy Liên đạo trung tảo hành...) hay nói một cách mỉa mai và bóng gió về thói hay chèn ép của các quan lại (Ngẫu đắc, Điệu khuyển...). Trong một số bài khác, ông than thở việc ra làm quan là bị nhốt vào lồng củi, không tìm đâu được những ngày phóng khoáng tự do nữa (Tân thu ngẫu hứng, Tặng nhân, Vọng Thiên thai tự...). Trong một số bài khác nữa, ông vẫn cứ trở đi trở lại với cái tâm sự u uất, bế tắc của mình (Tạp ngâm, Thu chí, Giản Công bộ Thiêm sự Trần, Thu nhật ký hứng, Y nguyên vận ký Thanh Oai Ngô Tứ Nguyên...)
Nói khác hơn, với nhà Nguyễn, ông được trọng vọng, mà trong thơ ông có cái gì như chán chường nhà Nguyễn. Và cũng giống như Thanh Hiên thi tập, trong Nam Trung tạp ngâm, chưa bao giờ Nguyễn Du nói rõ cái tâm sự thật của mình; rải rác đây đó, trong thơ chỉ thấy ông than thở cuộc đời là đáng buồn, đáng chán, là vô nghĩa, là bãi bể nương dâu...

## Trích thi tập
| Thu chí (Thu đến) Dịch nghĩa: Sông Hương một mảnh nguyệt Xưa nay gợi không biết bao nhiêu mối sầu. Chuyện cũ chạnh thương mồ cỏ xanh, Thu mới tới trên đầu tóc bạc. Có hình nên phải chịu vất vả, Không bệnh mà lưng vẫn khom khom. Ngoảnh đầu trông về bến sông Lam, Lòng nhàn xin tạ từ chim âu trắng. | Quách Tấn dịch thơ: Sông Hương một mảnh nguyệt, Lai láng sầu cổ câm. Chuyện xưa mồ cỏ biếc, Thu mới tóc hoa râm. Có hình thân phải khổ, Không bệnh lưng vẫn khom. Bến Lam Giang ngoảnh lại, Bầy âu vui sớm hôm. |

| Ngẫu đề (Tình cờ đề vịnh) Dịch nghĩa: Thềm sân trống trơn chỉ có màu đêm bàng bạc Nhà sâu thăm thẳm, rèm buông xuống Dưới bóng trăng của nghìn nhà, tiếng chày dập vải nghe rộn rã Một viện gió thổi, tàu chuối khua xào xạc tiêu điều Phía bắc Hoành Sơn, mười miệng kêu đói Gió đông thành vua, một thân nằm bệnh Các bạn quen biết lấy làm lạ tại sao ta sầu mộng. Thiên hạ ai là người không ở trong mộng? | Quách Tấn dịch thơ: Trống trải sân thềm đêm nhạt suông Nhà sâu im ỉm bức rèm buông. Tiếng chày lan rộng trăng nghìn nóc, Tàu chuối đìu hiu gió một phòng. Mười miệng đòi cơm ngoài cõi Bắc, Một thân nằm bệnh cõi thành Đông. Người quen trách tớ hay sầu mộng Thiên hạ còn ai tỉnh táo không? |

| Điệu khuyển (Điếu con chó chết) Dịch nghĩa: Thiên hạ có ngựa hay không chết già, Người trinh liệt không chết yên lành. Phàm người sinh ra có khí phách khác thường, Trời đất không có chỗ dung túng. Nghĩ thương mày thuộc giống gia súc, Lông xương cũng đồng với loài người Ham tiến không biết dừng, Bỏ mình trong núi lạnh. Bỏ mình chớ than tức, Bao lần thử sức không thành công. | Quách Tấn dịch thơ: Tuấn mã không chết già, Liệt nữ không chết yên. Phàm khí phách khác thường, Trời đất hay ghen tương. Thương mày giống gia súc, Cùng người đồng thịt xương. Ham tiến không biết thối, Bỏ mình rừng gió sương. Bỏ mình chớ than tức, Chẳng vẹn công đấu trường |